# Orthostixis cribrata
Orthostixis cribrata är en fjärilsart som beskrevs av Treitschke 1825. Orthostixis cribrata ingår i släktet Orthostixis och familjen mätare. Inga underarter finns listade i Catalogue of Life.